# Ramon Baron
Ramon Baron (Roosendaal, 29 oktober 1969) is een Nederlandse radio-dj. Ook als dj hanteert hij deze naam.
Ramon Baron begon zijn radiocarrière net als veel anderen door middel van het draaien van muziek via zelfgebouwde zenders. Later kreeg hij een eigen radioprogramma op Metropool FM, een van de populairste house-radiostations van begin jaren negentig in de provincie Zuid-Holland.
In 2000 en 2001 draaide Baron in de zomer op het landelijke dance-radiostation Slam! FM/ID&T radio. In 2009 werd hij door de Zuid-Hollandse Pop Unie verkozen tot dj-talent van 2009. Hij draait regelmatig in clubs en op feesten en presenteert een wekelijks radioprogramma dat op meerdere Europese radiostations wordt uitgezonden.